# Monster (canção de Paramore)
"Monster" é uma canção da banda norte-americana de rock alternativo Paramore. Foi liberada oficialmente em 3 de junho de 2011 pela página oficial da banda e foi lançada como o segundo single da trilha sonora do filme Transformers: Dark of the Moon em 6 de junho de 2011.

## Composição e lançamento
James Montgomery, da MTV, notou o número de vezes de que a palavra "you" ("você") é utilizada nas letras de "Monster" pela sua subjetividade, ora podendo referenciar-se ao público, ora a qualquer pessoa inspirada pela compositora. Entretanto, ele sugeriu que fossem a respeito do ex-membro do grupo Josh Farro, uma vez que ele e o seu irmão Zac saíram dele em 2010 e a faixa é a primeira sem ambos. Versos incluem "I'll stop the whole world/ From turning into a monster" ("Vou evitar que o mundo inteiro/ Vire um monstro") e "Now that you're gone, the world is ours" ("Agora que você foi embora, o mundo é nosso") na faixa, cuja produção, de acordo com o redator da Billboard Jon Blistein, tem uso excessivo de guitarras, de bateria em seu refrão e vocais agudos da vocalista Hayley Williams.
Por volta do lançamento de "Monster", Williams comentou a respeito: "Estamos de volta à luta e animados por estarmos no álbum de Transformers. Diga aos seus amigos que... Paramore está de volta!" Um vídeo acompanhante de "Monster" foi gravado em Los Angeles no mesmo mês de liberação da faixa. A capa do single foi descrita por Becky Bain, do portal Idolator, como contendo os três integrantes de Paramore, Hayley Williams, Taylor York e Jeremy Davis, de pé em um túnel escuro onde encaram uma luz no fundo do local.

## Videoclipe
O videoclipe da canção foi dirigido por Shane Drake e foi produzido em junho de 2011. Em 15 de julho, o website oficial da banda lançou uma amostra de 19 segundos do clipe via YouTube. A estréia oficial do video aconteceu pela MTV.com em 18 de julho e estreou na televisão na MTV 2.

## Paradas musicais
| Paradas (2011)                     | Melhor posição |
| ---------------------------------- | -------------- |
| Canadá (Canadian Hot 100)          | 55             |
| Escócia (Scottish Singles Chart)   | 13             |
| Estados Unidos (Billboard Hot 100) | 36             |
| Estados Unidos (Hot Digital Songs) | 16             |
| Estados Unidos (Alternative Songs) | 23             |
| Estados Unidos (Rock Songs)        | 38             |
| Nova Zelândia (RIANZ)              | 23             |
| Reino Unido (UK Singles Chart)     | 21             |